# Une poule, un train... et quelques monstres
Pour plus de détails, voir Fiche technique et Distribution.
Une poule, un train... et quelques monstres (Vedo nudo), est une comédie à sketches italienne de Dino Risi, sortie en 1969.

## Synopsis
Chacun des sept sketches composant ce film illustre de façon comique différentes manies et obsessions sexuelles des personnages.
- 1 - La Diva (La Diva)
- 2 - Huis clos (Udienza a porte chiuse)
- 3 - Ornella (Ornella)
- 4 - Le Voyeur (Guardone)
- 5 - Le Monstre et la Pucelle (L'ultima vergine)
- 6 - Locomotive chérie (Motrice mia!)
- 7 - Je vois nu (Vedo nudo)

## Fiche technique
- Titre original : Vedo nudo
- Réalisation : Dino Risi
- Scénario : Fabio Carpi, Jaja Fiastri, Ruggero Maccari, Dino Risi et Bernardino Zapponi
- Producteurs : Pio Angeletti, Adriano De Micheli
- Musique originale : Armando Trovajoli
- Directeur de la photographie : Alessandro D'Eva, Erico Menczer
- Ingénieurs du son : Vittorio Massi, Mario Morigi, Ludovico Scardella
- Montage : Alberto Gallitti
- Genre : comédie à sketches
- Couleurs : Couleur (technicolor)
- Format : 2,35 : 1
- Durée : 114 minutes
- Pays de production :  Italie
- Dates de sortie : 
  - Italie : 17 avril 1969
  - France : 4 octobre 1972

## Distribution
- Nino Manfredi : Cacopardo / Angelo Perfili / Ercole / voyeur / technicien du téléphone / Maurizio / Nanni
- Sylva Koscina : elle-même
- Véronique Vendell : Manuela, la pucelle
- Umberto D'Orsi : Federico
- Daniela Giordano : Luisa
- Nerina Montagnani : paysanne
- Marcello Prando : Marcello
- Guido Spadea : Juge Di Lorenzo
- Enrico Maria Salerno : Carlo Alberto Rinaldo
- Luca Sportelli : collègue d'Ercole
- Jimmy il Fenomeno : patient névrosé
- Edda Ferronao : Orlandina
- Lisa Halvorsen : Inge, épouse de Maurizio
- John Karlsen : psychiatre
- Jacques Stany : infirmier